# Sylvain Rety
Pour les articles homonymes, voir Réty (homonymie).
Sylvain Réty est un mixeur et un monteur son français né le 17 février 1985 .

## Biographie
Après avoir fait ses études à l'École supérieure de réalisation audiovisuelle, il entre en 2005 chez Schmooze, une société française spécialisée dans le son et la production exécutive musicale.

## Filmographie sélective
- 2010 : Dog Pound de Kim Chapiron
- 2015 : Moonwalkers d'Antoine Bardou-Jacquet
- 2016 : L'Odyssée de Jérôme Salle

## Distinction
- César 2017 : César du meilleur son pour L'Odyssée